# アナトリー・フォメンコ
アナトリー・ティモフェーエヴィチ・フォメンコ（露: Анато́лий Тимофе́евич Фоме́нко、英: Anatoly Timofeevich Fomenko、1945年3月13日 - ）はロシアの数学者、モスクワ大学教授、ロシア科学アカデミーの正会員。トポロジーの研究で知られる。また歴史書の編纂にも協力している。ウクライナ・ドネツィク生まれ。

## 数学での業績
フォメンコはロシア科学アカデミー、ロシア自然科学アカデミー、国際高等教育科学アカデミーの正会員、物理学と数学の博士であり、モスクワ大学数学科の微分幾何学部門の責任者でもある。また不変理論や、積分可能なハミルトニアン系のトポロジーによる分類の著書を著している。また幾何学、トポロジー、変分法、シンプレクティック幾何学、ハミルトン力学などに関する180以上の学術論文と26のテキストを執筆している。さらに、経験的統計法を創始し、それの歴史学への応用についての本も多数出版している。

## 新しい歴史体系の提唱
フォメンコは、十二宮の統計的相関関係に基づいた独自の「新歴史学(New Chronology)」を創始した。彼は、これまで信じられてきた年代とは数学的に合わない多くの歴史的事件を発見したと主張している。彼は、古代ギリシア、古代ローマ、古代エジプトを含む古代史全てが、中世に起こった事件の反映に過ぎず、また中国やアラブの歴史全てが、17世紀から18世紀にかけてのイエズス会によるでっち上げだったと主張している。また、イエス・キリストは12世紀の人物で、コンスタンティノポリスで磔刑にされたということや、トロイア戦争と十字軍は実は同じものであること、モンゴル帝国のチンギス・ハーンは実はロシア人であったということなども主張している。一次資料を論争の対象とするだけでなく、フォメンコは年輪年代学や放射性炭素年代測定といった年代測定の方法論に対しても真っ向から異を唱えている。
フォメンコは、共著者とともに新歴史学について全7巻となる予定の著作「History: Fiction or Science?」を執筆中である。2008年7月の時点では第4巻まで発行されている。